# اونتردیسن
اونتردیسن (به آلمانی: Unterdießen) یک شهر در آلمان است که در بایرن واقع شده‌است.

## خصوصیات
اونتردیسن ۱۲٫۷۹ کیلومترمربع مساحت دارد ۶۱۰-۶۴۴ متر بالاتر از سطح دریا واقع شده‌است.